# النصر (عمان)
منطقة النصر إحدى مناطق أمانة عمان الكبرى التي تشكل لواء ماركا التابع لمحافظة العاصمة في المملكة الأردنية الهاشمية. تقع في الجزء الشرقي من مدينة عمّان .

## مساحتها
تبلغ مساحتها (28.5) كم² وبعدد سكان (279.5) ألف نسمة حسب إحصاءات العام 2018.

## الحدود التنظيمية
تحدها تنظيمياً عدد من المناطق هي (ماركا، بسمان، القويسمة، أبو علندة، اليرموك)

## الأحياء والتجمعات السكنية
تتألف المنطقة من عدة أحياء وتجمعات سكانية هي :
(جبل النصر، حي الأمير حسن، حي الخلايلة، حي عدن، أم نوارة(4)، حي عالية، جبل المنارة، ماركا الجنوبية، نادي السباق، صالحية العابد، المغيرات، المرقب، حي العبوس)